# Dendrobium vagans
Dendrobium vagans är en orkidéart som beskrevs av Rudolf Schlechter. Dendrobium vagans ingår i släktet Dendrobium, och familjen orkidéer. Inga underarter finns listade i Catalogue of Life.